# 克拉默頓 (北卡羅萊納州)
克拉默頓（英語：Cramerton）是一個位於美國北卡羅萊納州加斯頓縣的城鎮。

## 人口
根據2020年美國人口普查的數據，克拉默頓的面積為12.80平方千米，當中陸地面積為12.03平方千米，而水域面積為0.77平方千米。當地共有人口5296人，而人口密度為每平方千米414人。